# Niue
Niueⓘ (ang. wym. [ˈnjuːeɪ]) – terytorium stowarzyszone Nowej Zelandii, położone na wyspie koralowej na Oceanie Spokojnym w Polinezji. Nazwa pochodzi od dwóch słów: niu („palma kokosowa”) oraz e („oglądać, patrzeć”).
Położona jest ok. 2400 km na północny wschód od Nowej Zelandii, w trójkącie utworzonym przez Wyspy Cooka, Tonga oraz Samoa.
Terytorium ma powierzchnię 260 km² i zamieszkuje je 1681 osób (2022). Stolicą jest Alofi. Na wyspie wychodzi gazeta Niue Star.
Niue dysponuje domeną internetową .nu.

## Warunki naturalne

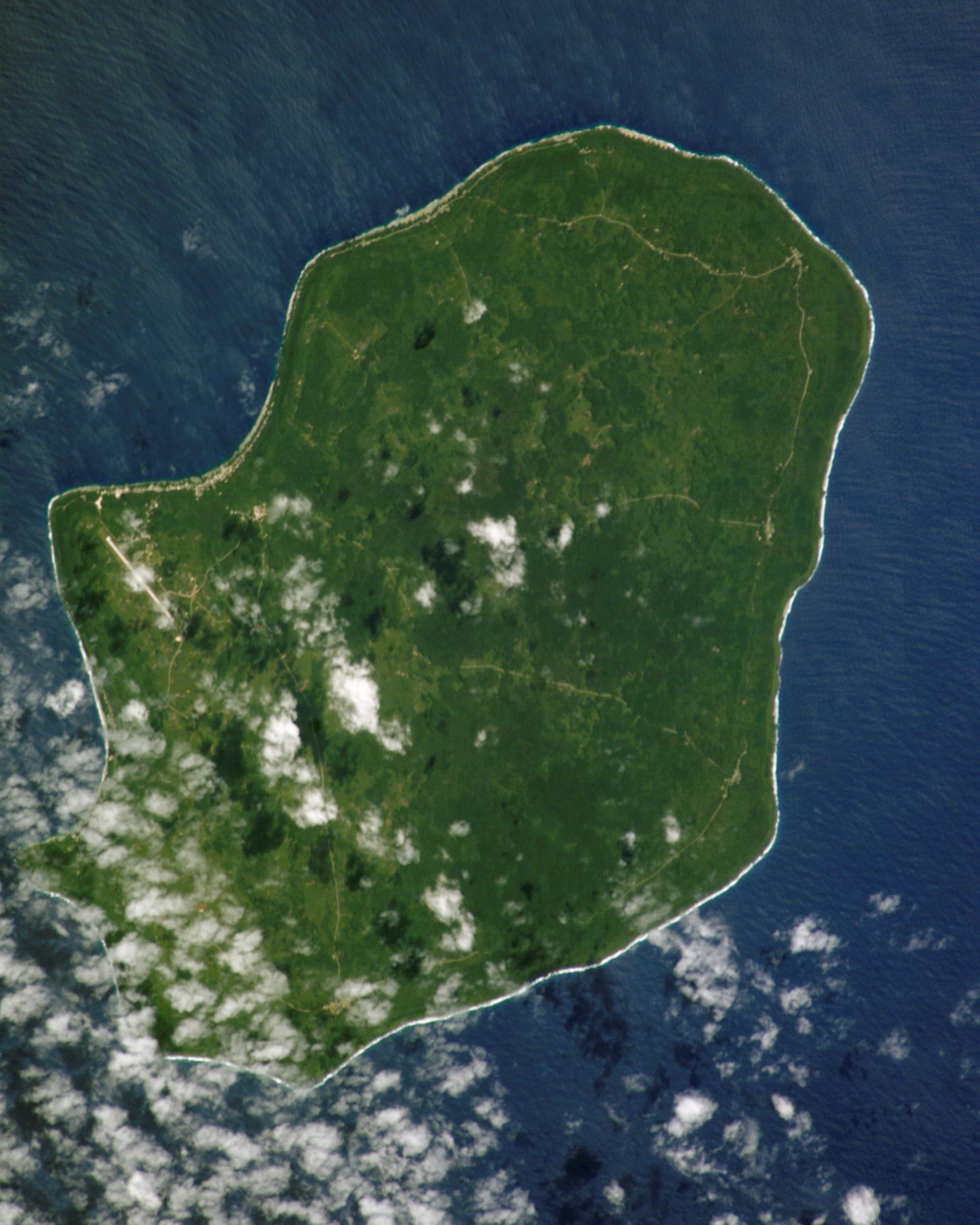
Zdjęcie satelitarne Niue

Niue jest znacznych rozmiarów wyspą koralową (jest to tzw. atol wyniesiony, charakteryzujący się wysokimi brzegami i obniżeniem po dawnej lagunie wewnątrz wyspy). Jej powierzchnia jest nizinna, osiąga wysokość do 68 m n.p.m. (w pobliżu osady Mutalau). Położona jest w odległości 2400 km od Nowej Zelandii. Wybrzeże wyspy to zazwyczaj klif. Długość linii brzegowej wynosi 64 km. Wyspa jest otoczona przez rafę koralową. Na wyspie brak stałych rzek i wód powierzchniowych. Około 13% powierzchni wyspy porastają lasy tropikalne. Na Niue rosną palmy kokosowe. Na obszarze wyspy żyją liczne gatunki ptaków, owadów i ryb.

## Klimat
Na Niue występuje klimat zwrotnikowy wilgotny, równomiernie ciepły. Średnia temperatura roczna wynosi 25 °C, a roczna suma opadów to w granicach 2000 – 2200 mm. Od grudnia do kwietnia nad wyspą wieją tajfuny, które przynoszą gwałtowne opady deszczu i powodują duże zniszczenia. Okresowo występują również susze.

## Ustrój polityczny
Niue jest autonomicznym terytorium stowarzyszonym z Nową Zelandią. Na jego terenie obowiązuje konstytucja z 19 października 1974 roku. Głową terytorium jest król Karol III, a jego przedstawicielem na wyspie jest, nominowany przez generalnego gubernatora Nowej Zelandii, wysoki komisarz (ambasador Nowej Zelandii).
Władza ustawodawcza należy do 20-osobowego Zgromadzenia (Assembly), które wyłaniane jest w wyborach powszechnych co 3 lata. Władzę wykonawczą sprawuje 4-osobowy rząd z premierem na czele.
Za politykę zagraniczną i obronność odpowiada nowozelandzki rząd. Stali mieszkańcy wyspy są również pełnoprawnymi obywatelami Nowej Zelandii.

## Historia
Niue zostało zasiedlone przez Polinezyjczyków z Samoa około 900 roku. Według miejscowej legendy inna grupa przybyła z wysp Tonga około XVI w., co stało się powodem długotrwałych walk. Około 1700 roku grupa z Tonga podbiła całą wyspę i wprowadziła instytucję króla z jednoczesnym zachowaniem Rady Wodzów. Instytucja króla działała w latach 1700–1774 i 1875-1917.
W 1774 roku wyspa została odkryta przez przedstawiciela Starego Świata Jamesa Cooka, co automatycznie uczyniło ją brytyjską kolonią. Cook nazwał nową kolonię Savage Island (pol. Dzika Wyspa). W połowie XIX w. działało na wyspie Londyńskie Towarzystwo Misyjne, które postawiło sobie za cel nawrócenie tubylców na chrześcijaństwo oraz rozpropagowanie europejskich zwyczajów i osiągnięć technicznych. W latach 60. XIX w. tubylcy często padali ofiarą łowców niewolników. W roku 1900 Niue została protektoratem brytyjskim, rok później administrację wyspy przejęła Nowa Zelandia w ramach protektoratu Wysp Cooka. W 1903 roku wyspa Niue stała się odrębnym terytorium. 19 października 1974 roku Niue uzyskała pełną autonomię od Nowej Zelandii i została państwem stowarzyszonym z tym krajem. Tego samego dnia uchwalono konstytucję.
W styczniu 2004 roku Niue przeżyło atak cyklonu Heta, określanego jako najsilniejszy w całej historii kraju. Był to cyklon kategorii V w skali Saffira-Simpsona, podczas którego wiatr wiejący z prędkością przekraczającą 250 km/h (wg innych ocen prędkość wiatru przekraczała 300 km/h) kompletnie zniszczył niemal wszystkie budynki i całą infrastrukturę. Wskutek kataklizmu zginęła też jedna osoba, a kilkadziesiąt zostało rannych. Po tym zdarzeniu mieszkańcy Niue masowo zaczęli wyjeżdżać z wyspy.
Kolejne cyklony uderzyły w wyspę w latach 2016 (cyklon Winston, również V kategorii), 2018 (Gito, kat. IV) i 2020 (Tina, prędkość wiatru nie przekraczała 155 km/h).

## Demografia
Stolicą kraju jest Alofi, zamieszkane przez 581 osób (IX 2006). Na wyspie znajduje się 12 innych miejscowości:
- Avatele – 128 mieszk. (dane z cenzusu z 2022 roku)
- Hakupu – 180
- Tamakautoga – 180
- Tuapa – 103
- Mutalau – 77
- Lakepa – 95
- Liku – 74
- Makefu – 73
- Vaiea – 81
- Hikutavake – 39
- Toi – 32
- Namukulu – 9

## Gospodarka
Produkt narodowy brutto – $7393/osobę (2003).
Struktura użytkowania ziemi:
- grunty orne 61%
- użytki zielone 4%
- lasy 19%
- inne (w tym nieużytki) 16%

Ze względu na niski poziom gospodarczy i brak perspektyw część mieszkańców emigruje w poszukiwaniu pracy, głównie do Nowej Zelandii. Pozostający trudnią się plantacyjną uprawą palmy kokosowej i bananów, które są towarem eksportowym. Na własne potrzeby uprawia się jams i taro. Niewiele hoduje się bydła, trzody chlewnej i drobiu. Powoli zaczyna rozwijać się turystyka.
Kontakty miejscowej ludności możliwe są dzięki obwodnicy biegnącej wzdłuż wybrzeża, natomiast transport zewnętrzny, towarowy i pasażerski, zapewnia linia lotnicza łącząca stolicę z Nową Zelandią.
Kontrahentami w wymianie gospodarczej z Niue są: Fidżi, Wyspy Cooka, Australia, Nowa Zelandia, Japonia i Stany Zjednoczone.

## Religijność
Struktura religijna kraju w 2022 roku według oficjalnego cenzusu. Odpowiedzi udzieliło 1564 osoby.
- Protestantyzm: 1005 osób (64,2%):
  - Kongregacjonaliści: 961 osób[potrzebny przypis]
  - Zielonoświątkowcy: 44 osoby[potrzebny przypis]
- Inni chrześcijanie: 168 osób (10,7%) (gł. mormoni, ale także Świadkowie Jehowy)

- Katolicyzm: 114 osób (7,2%)
- Brak religii: 112 osób (7,1%)
- Inne religie: 165 osób (10,5%) - 95 osób z tego grona określiło swoje wyznanie jako chrześcijaństwo bez określania dokładnego odłamu, 15 osób określiło swoje wyznanie jako inne od chrześcijaństwa .

## Źródła
- Praca zbiorowa Encyklopedia Geograficzna Świata t. I Australia, Oceania, Antarktyda, red. nacz prof. Adam Jelonek, AW Opres i PPWK, Kraków 1995, ISBN 83-85909-14-1.
- Praca zbiorowa Encyklopedia „Świat w przekroju 1991”, Wydawnictwo Wiedza Powszechna, Warszawa 1991, ISSN 0137-6799.